# مویرا
مویرا (به آلمانی: Meura) یک شهر در آلمان است که در زارفلد-رودلشتات واقع شده‌است. مویرا ۵۰۶ نفر جمعیت دارد.